# Роза, Нелсиньо
Нелсон Роза Мартинс (Нелсиньо) (порт. Nélson Rosa Martins; 8 декабря 1937, Рио-де-Жанейро — 16 мая 2023, Рио-де-Жанейро) — бразильский футболист и тренер.

## Биография
В качестве футболиста большую часть своей карьеры провёл во «Фламенго». Также несколько лет Нелсиньо выступал за «Мадурейру». Завершил свою карьеру полузащитник в 31 год.
Свою тренерскую работу начал в бразильском клубе «Деспортиво Ферровария»: вначале он трудился в качестве ассистента, а затем полноценно возглавил команду. Несколько раз Нелсиньо занимал должность главного тренера в таких популярных клубах, как «Флуминенсе» и «Васко да Гама». В 1992 году специалист руководил сборной Саудовской Аравии. Под его руководством она завоевала серебро на Кубке Азии в Японии и в дебютном Кубке конфедераций, который тогда проходил в Саудовской Аравии и носил имя Кубок короля Фахда. Последней командой в карьере наставника стала «Мадурейра». В 2011 году он работал в ней в качестве консультанта. Умер в госпитале Бадин района Тижука Рио-де-Жанейро.

## Достижения

### Футболиста
- Чемпион штата Рио-де-Жанейро (2): 1963, 1965.

### Тренера
- Финалист Кубка короля Фахда (1): 1992.
- Финалист Кубка Азии (1): 1992.
- Финалист Кубка арабских наций (1): 1992.
- Бронзовый призёр Кубка наций Персидского залива (1): 1992.
- Чемпион Бразилии (1): 1989.
- Чемпион ОАЭ (1): 1983/84.
- Чемпион штата Рио-де-Жанейро (2): 1980, 1985.
- Чемпион штата Эспириту-Санту (1): 1977.